# Màrius Sugrañes i Gras
Màrius Sugrañes i Gras (Reus, 23 de maig 1883 - Barcelona, 1937) va ser un arquitecte i periodista català.
Fill de Domènec Sugranyes, confiter i de Maria Gras, germana del metge Francesc Gras, va treballar com a confiter i va publicar en diverses revistes reusenques catalanistes, com ara Lo Somatent el 1900 i 1901, la Revista del Centre de Lectura el 1903, Pàtria Nova (1905 i 1906) i en el diari republicà nacionalista Foment (1915-1916). Com el seu germà Domènec Sugranyes, va estudiar arquitectura a Barcelona, professió que no va exercir, i el 1918 va marxar a París on va treballar de tastador de vins i licors i va fer durant anys de corresponsal del periòdic Foment. D'idees catalanistes radicals, el 1918 defensava la rebel·lió irlandesa com a model a seguir per als nacionalistes catalans. El 1922 Sugranyes va ser el president d'Acció Radical Catalana, un grup independentista escindit del Casal Català de París, que més endavant es va situar a l'òrbita d'Estat Català. Va tornar a Catalunya el 1936 i va morir a Barcelona el 1937.